# Malkoçoglu - Cem Sultan
Malkoçoğlu Cem Sultan (în turcă Malkoçoğlu Cem Sultan; persană سرزمین دلاوران) este un film turco-iranian de acțiune istoric din 1970 care a fost regizat de Remzi Aydın Jöntürk. Este una dintre numeroasele colaborări dintre celebrul actor Cüneyt Arkın și Jöntürk. Filmul aparține valului de filme istorice ale cinematografiei din Turcia și îl prezintă pe îndrăgitul personaj de benzi desenate al lui Ayhan Bașoğlu, Malkoçoğlu. A fost filmat simultan în limba turcă și în persană. Versiunea iraniană a fost lansată sub numele de „Serzemin-e Delaveran” în 1972.  

## Distribuție
- Cüneyt Arkın ... Malkoçoğlu / Polat (rol dublu)
- Gülnaz Huri ... Melek
- Cihangir Ghaffari ... Cem Sultan
- Feri Cansel ... Jitan
- Suzan Avcı ... Zühre
- Behçet Nacar ... Gaddar Hamolka
- Özdemir Han ... Șeytan Omerro
- Ayton Sert ... Hancı İgor
- Aytekin Akkaya ... Raider
- Günay Güner ... Raider
- Adnan Mersinli ... Öküz Abdi
- Tarık Șimșek ... scutierul lui Omerro